# Actinopus
Actinopus és un gènere d'aranyes migalomorfes de la família dels actinopòdids (Actinopodidae). Viu a Amèrica del Sud, Amèrica Central i l'illa de Trinitat.

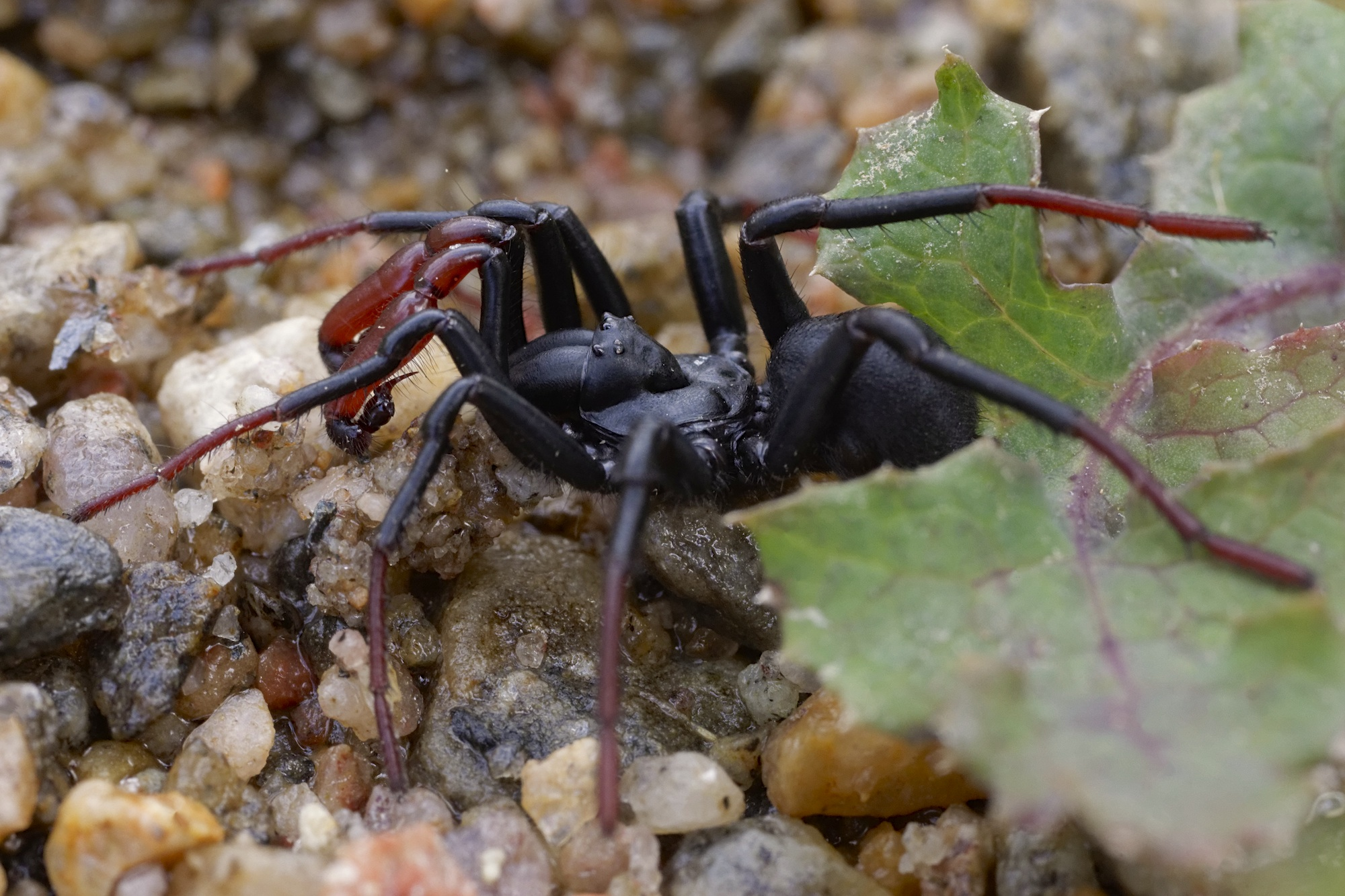
Mascle d' Actinopus sp. passejant pel curs superior de Rio Lujan (Argentina)

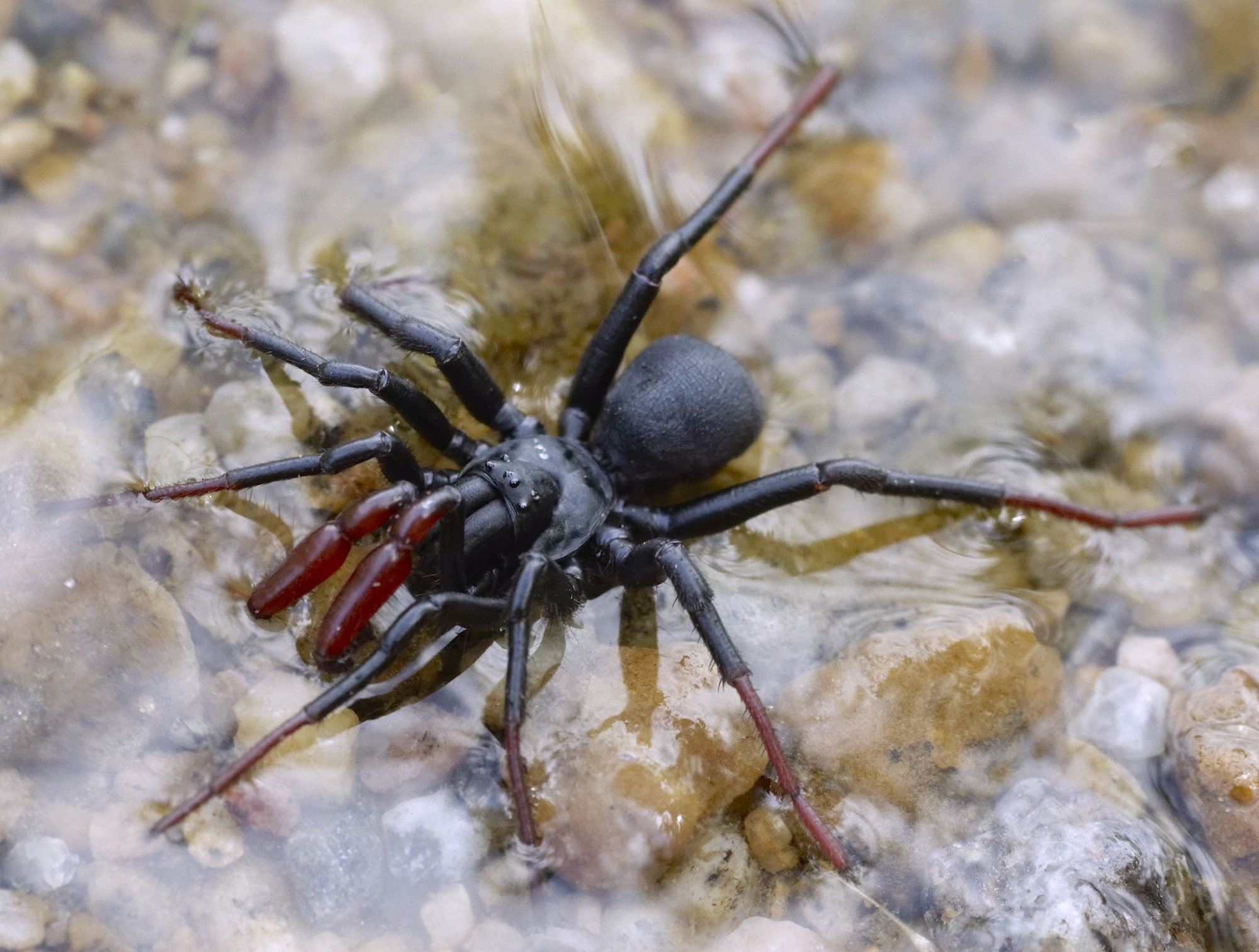
Mascle d' Actinopus sp. flotant en una pel·lícula prima d'aigua en un canal al costat de Rio Lujan

## Taxonomia
El gènere va ser descrit el 1883 per Maximilian Perty, inicialment amb l'espècie Actinopus tarsalis, del Brasil. El nom del gènere deriva del grec actin-, "raig, biga", i pous, "peu".

### Espècies
L'octubre de 2016, el World Spider Catalog reconeix les següents espècies:
- Actinopus caraiba (Simon, 1889) – Veneçuela
- Actinopus crassipes (Keyserling, 1891) – Brasil, Paraguai, Argentina
- Actinopus cucutaensis Mello-Leitão, 1941 – Colòmbia
- Actinopus dubiomaculatus Mello-Leitão, 1923 – Brasil
- Actinopus echinus Mello-Leitão, 1949 – Brasil
- Actinopus fractus Mello-Leitão, 1920 – Brasil
- Actinopus goloboffi Ríos, 2014 – Argentina
- Actinopus harti Pocock, 1895 – Trinitat
- Actinopus insignis (Holmberg, 1881) – Argentina
- Actinopus liodon (Ausserer, 1875) – Uruguai
- Actinopus longipalpis C. L. Koch, 1842 – Uruguai
- Actinopus nattereri (Doleschall, 1871) – Brasil
- Actinopus nigripes (Lucas, 1834) – Brasil
- Actinopus paranensis Mello-Leitão, 1920 – Argentina
- Actinopus pertyi Lucas, 1843 – Amèrica del Sud
- Actinopus piceus (Ausserer, 1871) – Brasil
- Actinopus princeps Chamberlin, 1917 – Brasil
- Actinopus pusillus Mello-Leitão, 1920 – Brasil
- Actinopus robustus (O. Pickard-Cambridge, 1892) – Panamà
- Actinopus rojasi (Simon, 1889) – Veneçuela
- Actinopus rufibarbis Mello-Leitão, 1930 – Brasil
- Actinopus rufipes (Lucas, 1834) – Brasil
- Actinopus scalops (Simon, 1889) – Veneçuela
- Actinopus tarsalis Perty, 1833 (espècie tipus) – Brasil
- Actinopus trinotatus Mello-Leitão, 1938 – Brasil
- Actinopus valencianus (Simon, 1889) – Veneçuela
- Actinopus wallacei F. O. Pickard-Cambridge, 1896 – Brasil, Bolívia
- Actinopus xenus Chamberlin, 1917 – Amèrica del Sud